# Тед Грант
Тед Грант (на английски: Ted Grant; с рождено име Иса́к Бланк (на английски: Isaac Blank) е британски троцкист и марксистки теоретик. Произхожда от семейство на руски евреи, емигрирали след т.нар. Майски закони.

## Биография
Тед Грант е роден в Герминстон, в покрайнините на Йоханесбург. Баща му е емигрантът от Руската империя Макс Бланк, а майка му е френска гражданка - Адел. След развода на родителите си, Исак остава с майка си, на която помага да преживяват. По това време те са сънаематели на апартамент с Ралф Лий, прогонен активист от Комунистическата партия на Южна Африка по време на борбата ѝ срещу троцкизма. Именно Ралф посвещава младия Исак в идеологията на троцкизма и го спечелва за каузата, предоставяйки му да чете вестник „The Militant“, издание на Комунистическа лига на Америка. Двамата са сред учредителите на Болшевишко-ленинската лига на Южна Африка – малка троцкистка група, която скоро след основаването си влиза в съюз с други троцкистки организации и се стига до основаването на Работническа партия на Южна Африка. Липсата на обществена подкрепа, а и доверие, за партията в страната, принуждава Исак да се премести в Англия.
Във Великобритания Исак Бланк променя името си на (Тед) Едуард Грант. По време на свое кратко посещение във Франция, той се среща с Лев Седов, член на Международния секретариат на Международната комунистическа лига. Във Великобритания, Тед като политически ангажиран се присъединява към марксистката група (МГ), която е фракция в Независимата лейбъристка партия.
През 30-те години на 20 век Тед е активен участник в политическия живот в Англия, а на 4 октомври 1936 г. взема участие в разразилото се меле по време на битката на Кабелната улица в Източен Лондон. Сетне Грант активно участва в антифашистката борба в Англия от средата и края на 30-те години на 20. век. По това време Троцки предлага марксистката група оглавявана от Грант да се пренасочи в политическата „борба“, като се влее в Лейбъристката партия, но ръководството на марксистката група начело с Грант не приема позицията на „вожда“ си. След мелето на Кабелната улица, няколко организации ръководени от Тед Грант формират болшевишко-ленинска група (BLG), известна тогава като групата „Милитант“, т.е. войнствените. BLG действа в рамките на младежката организация на труда – като лейбъристка младежка лига. Влиянието на групата нараства, но през 1937 г. в ръководството ѝ настъпва разкол, продиктуван от борба за власт.
Няколко членове на новата организация, сред които Ралф Лий и Тед Грант, образуват през декември 1937 г. Работническа международна лига. След като Ралф Лий се завръща в Южна Африка, Тед Грант и Джок Хастон се превръщат де факто в лидери на тази нова троцкистка група. През 1941 г. Грант става редактор на списание „Youth for Socialism“ („Младежи за социализъм“), което скоро се преименува в „Socialist Appeal“ („Социалистически призив“).
През 1944 г. няколко троцкистки групи във Великобритания се обединяват, формирайки Революционна комунистическа партия. Сред тях е и тази на Тед Грант. През 1947 г. (след края на Втората световна война) тази троцкистка комунистическа партия е на позицията, че капитализмът в близко бъдеще ще се потопи в дълбока криза. Следва нов разкол и през 1949-1950 година тази партия се саморазпуска, като поддръжници на Хийли през 1950 г. създават организацията „The Club“, като британска секция на Четвъртия интернационал. Други от бившите лидери на партията, сред които Тед Грант, Джок Хастон и Джими Дийн са прогонени от новата организация.
През май 1951 г. поддръжниците на Грант се събират на конференция в Лондон, където предвид малочислеността и слабостта на групата решават да се интегрират в Лейбъристката партия. Те се наричат фракция Международна социалистическа група, издавайки двумесечното списание „The International Socialist“. След разкола в Четвъртия интернационал през 1953 г., групата е фактически присъдружна към него. По това време Тед редактира ново списание – „Workers International Review“ („Международен работнически обзор“). През 1957 г. ISG се преименува на Революционна социалистическа лига, и се изявява като независима обществена организация. През 1958 г. и тази нова група става член на официалната секция на Четвъртия интернационал.
От 1958 до 1963 г. новата група в лицето на Тед Грант издава вестник „Socialist Fight“ („Социалистическа борба“), но вестникът не излиза регулярно, по официалната причина, че издаването му липсват финансови ресурси, но истинската причина е, че е нерентабилен и няма интерес към него сред читателската аудитория на Албиона. През 1964 г. Тед Грант започва да издава отново нов вестник „Militant“. През 1964 г. следва поредната препирня със скандал с Четвъртия интернационал и Тед с редакцията на вестника следват своя редакционна политика. През 1974 г. привържениците на тенденцията на „Militant“ от Великобритания, Швеция, Ирландия, Германия, Гърция, Индия и Шри Ланка създават свой Комитет за работнически интернационал (CWI).
През 60-70-те години на 20 век Тед Грант следва своя тенденция в рамките на „Младите социалисти“ (младежката организация на Партията на труда, възстановена през 1960 г.), като излиза със статии, следвайки своя редакционна политика в своя си вестник. До началото на 1980 г. може да се каже, че влиянието на троцкистката организация на Тед се разраства, но много бавно. Реален ръст организацията бележи по време на управлението на правителството на Маргарет Тачър. Тогава „войнствените“ действително стават фактор в британската политика. През 1983-1984 г. има нарастващо влияние на „войнствените“ сред британските миньори, като техния член Джон Маккриди е избран в Генералния съвет на Конгреса на профсъюзите, който успява да вкара трима свои депутати в парламента, а неговите активисти печелят местните избори в община Ливърпул.
В края на 80-те години на 20 век Тед Грант в типичния си стил е намесен в нови вътрешнопартийни пререкания и конфронтации, като отстоява позицията, че мястото на „войнствените“ е в Лейбъристката партия. През 1992 г. заедно с Алън Уудс и Роб Сюъл е в партийно малцинство, и заради позицията си, те са изключени от Комитета за работнически интернационал, след което Тед в типичния си стил създава Комитет за марксически интернационал, с който акт в общи линии и поради напредналата му възраст се изчерпва обществено-политическата британска деятелност на Тед Грант.

## Основни идеи
Основните идеи на Тед Грант се свеждат до няколко базови, а именно, че създаденият след Първата световна война и Октомврийската революция на местото на Руската империя Съветски съюз е деформиран и вместо да е т.нар. „социалистическа държава“ е „пролетарски бонапартистки режим“ (виж бонапартизъм). Тед Грант не отграничава СССР от страните от т.нар. социалистически лагер след Втората световна война - за него те са едно и също цяло. Като цяло идеологическите възгледи и проповядвани идеи от Грант следват класическата спекулативна схема на Лев Троцки, който е за това (или поне се прави, че вярва в това), че т.нар. номенклатура най-добре отстоява „революционните идеали“, управлявайки новата социалистическа собственост (понеже тази прослойка имала по обективни причини, съобразно качествата си, възможността най-добре да защитава интересите на работническата класа, като едновременно осъществява и „защитата на национализираните средства за производство, планирането и монопола върху външната търговия“ на новата държава СССР според Троцки). Особен интерес за Тед Грант, в контекста на проповядваната световна пролетарска революция, представляват режимите в Мианмар (в т.нар. Златен триъгълник) и Сирия, които той намира въпреки идеологиите им за деформирани държави на работниците, понеже режимите в тях национализират индустрията им и осъществяват икономическо планиране (според вижданията на Тед Грант - виж и държавен капитализъм).
Друг важен момент в общественополитическата дейност на известния троцкист е създаването на единен трудов фронт в трудните условия за троцкизма след като Йосиф Сталин излиза главен победител от Втората световна война. В този контекст, Тед Грант разработва своя теория за ентризма в противовес на „дълбокия ентризъм“ на Мишел Пабло), с която се изявява като типичен сектант в т.нар. световно работническо движение, какъвто е бил през целия си съзнателен живот.